# Пруглов, Артур Андреевич
Арту́р Андре́евич Пругло́в (укр. Артур Андрійович Пруглов, позывной — Земляк; 28 октября 1997, Северодонецк) — украинский военнослужащий, капитан, участник российско-украинской войны. Герой Украины (2024).

## Биография
Родился 28 октября 1997 года в Северодонецке, Луганская область. Окончил Северодонецкую школу №18. С 2015 по 2019 год обучался на командно-штабном факультете Национальной академии Национальной гвардии Украины.
Во время российского вторжения в Украину командовал подразделениями Национальной гвардии, которые успешно штурмовали позиции противника, уничтожали его технику и живую силу, освобождали пленных украинских гвардейцев и способствовали выводу украинских военных из окружения. Участвовал в обороне Рубежного и в боях возле Кременной.

## Награды
- Звание «Герой Украины» с удостоением ордена «Золотая Звезда» (25 марта 2024) — за личное мужество и героизм, проявленные в защите государственного суверенитета и территориальной целостности Украины, верность военной присяге[1].
- Медаль «За военную службу Украине» (30 декабря 2023) — за личное мужество и отвагу, проявленные в защите государственных интересов, укрепление обороноспособности и безопасности Украины[2].